# Rhododendron 'Frank Abbott'
Rhododendron 'Frank Abbott' (Фрэнк Эбботт) — сорт зимостойких листопадных рододендронов.
Сорт назван в честь известного селекционера рододендронов Фрэнка Эбботта — пионера в создании гибридов с использованием Rhododendron prinophyllum, Rhododendron molle, Rhododendron calendulaceum и Rhododendron arborescens.

## Биологическое описание
Листопадный кустарник. Характер роста — вертикальный, крона округлая. Высота в 10-летнем возрасте около 121 см.
Листья около 7,6 см длиной, эллиптические, блестящие, летом зелёные, осенью перед опадением оранжево-красные.
Соцветия уплощённые, шарообразные, 6-ти цветковые.
Цветки воронковидные, широко открытые, ароматные, цвет описывается, как тёмно-розовый или красный, пурпурно-красный. Цветение в конце мая — начале июня.

## В культуре
Посадку рекомендуется осуществлять на участках освещённых солнцем или в полутени.
Зоны морозостойкости: от 4 до более тёплых. Выдерживает понижения температуры до −34 °С.

## Болезни и вредители
Сорт устойчив к мучнистой росе.